# هانس ريس
هانس ريس (بالألمانية: Hans Reiss)‏ هو باحثة في  الدراسات الألمانية وأستاذ جامعي ألماني، ولد في 19 أغسطس 1922 في مانهايم في ألمانيا.